# Oh Cecilia (Breaking My Heart)
Oh Cecilia (Breaking My Heart) är en poprocklåt av det brittiska poprock bandet The Vamps. Originallåten släpptes samtidigt som deras album Meet the Vamps den 14 april 2014, men släpptes inte som singel förrän den 12 oktober 2014 med den kanadensiske musikern Shawn Mendes som gästartist. 
Låten är skriven av Paul Simon från Simon and Garfunkel (originallåten är "Cecilia") och är producerad av Espionage och Andrew Williams.